# Current Pharmaceutical Design
Current Pharmaceutical Design, abgekürzt Curr. Pharm. Des., ist eine wissenschaftliche Fachzeitschrift, die vom Bentham-Science-Verlag veröffentlicht wird. Sie erscheint mit 42 Ausgaben im Jahr. Es werden Arbeiten veröffentlicht, die sich mit dem Gebiet der Pharmazie beschäftigen.
Der Impact Factor lag im Jahr 2014 bei 3,452. Nach der Statistik des ISI Web of Knowledge wird das Journal mit diesem Impact Factor in der Kategorie Pharmakologie und Pharmazie an 62. Stelle von 254 Zeitschriften geführt.